# Verein für Orts- und Heimatkunde Hohenlimburg

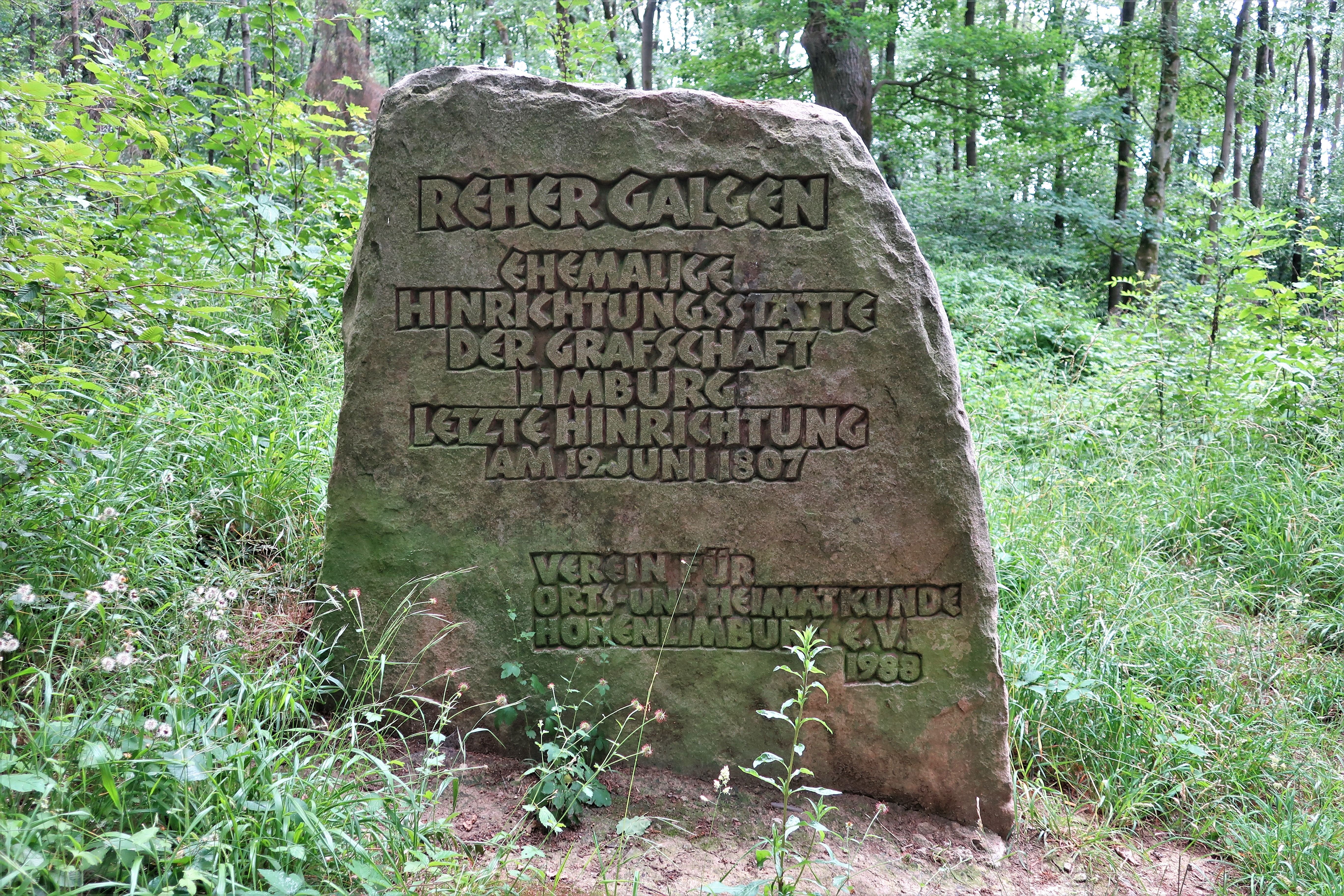
Gedenkstein an den Reher Galgen des Vereins für Orts- und Heimatkunde Hohenlimburg

Der Verein für Orts- und Heimatkunde Hohenlimburg ist ein Verein für Heimatkunde in Hohenlimburg, heute ein Stadtteil von Hagen. Zu seinen Tätigkeitsschwerpunkten zählt die Geschichtsforschung im Raum Hagen und Iserlohn und in der ehemaligen Grafschaft Limburg. Der Verein widmet sich dem Denkmal-, Natur-, Landschafts- und Umweltschutz sowie den damit zusammenhängenden Beiträgen im kulturellen Leben.
Der Verein wurde am 20. Oktober 1920 von Rektor Hermann Esser (1875–1935) und anderen gegründet. Seit 1926 werden die Hohenlimburger Heimatblätter für den Raum Hagen und Iserlohn herausgegeben, seit 1983 durch einen eigenen, für diesen Zweck gegründeten Verein. Maßgeblich mitgeprägt wurden die Blätter von mehr als 40 Jahren Redaktion durch Wilhelm Bleicher seit 1968. Zusätzlich gibt der Verein Monografien in seiner Reihe Landeskundliche Beiträge heraus. Der Verein ist Mitgesellschafter der 2005 gegründeten Schloss Hohenlimburg gGmbH. Zum Ende des Jahres 2008 hatte der Heimatverein 534 Mitglieder und zwei Ehrenmitglieder.

## Erscheinungsverlauf der Heimatblätter
- November 1926 – Dezember 1936: Heimatblätter für Hohenlimburg und Umgegend
- Januar 1937 – Mai 1950: Kein Erscheinen
- Juni 1950 – Dezember 1974: Heimatblätter für Hohenlimburg und Umgebung
- Januar 1975 – Dezember 1979: Heimatblätter für Hohenlimburg. Beiträge zur Landeskunde im Volme-Ruhr-Lennebereich.
- Januar 1980 – Dezember 1983: Hohenlimburger Heimatblätter für den Raum Hagen.
- Januar 1984 – heute: Hohenlimburger Heimatblätter für den Raum Hagen und Iserlohn

## Schriften
- Widbert Felka: Heimatverbundenheit, Gemeinsinn, Geschichtsbewußtsein – 75 Jahre Verein für Orts- und Heimatkunde Hohenlimburg e. V. In: Hohenlimburger Heimatblätter für den Raum Hagen und Iserlohn, 56. Jahrgang, Nr. 10/1995, S. 358–387
- Widbert Felka (Hrsg.): Bibliographie der Jahrgänge 1926 bis 1996. Hohenlimburger Heimatblätter für Raum Hagen und Iserlohn. Dezember 1998, ISBN 978-3-928972-02-4